# CASA C-101 Aviojet
CASA C-101 Aviojet là một máy bay huấn luyện phản lực của Tây Ban Nha, hiện nay nó đang được sử dụng trong biên chế của Tây Ban Nha, Chile, Honduras và Jordan. Trong lực lượng không quân Tây Ban Nha, nó còn được sử dụng bởi đội biểu diễn máy bay nhào lộn là Patrulla Aguila.

## Phát triển
Mẫu máy bay này là một thiết kế phản lực cho Không quân Tây Ban Nha vào năm 1975 cho nhu cầu huấn luyện, nhằm thay thế những máy bay đã cũ là Hispano Ha-200 và Ha.220. Cũng như nhiều máy bay huấn luyện phản lực khác của Châu Âu, nó cũng có một khả năng tấn công hạn chế. CASA đã yêu cầu sự trợ giúp kỹ thuật từ MBB và Northrop, và đã tạo ra một thiết kế có phần lớn theo tiêu chuẩn quy ước, đặc tính đáng ngạc nhiên duy nhất là khoang vũ khí lớn bên trong ở phía dưới gần đuôi của buồng lái, cho phép máy bay trang bị đa dạng hơn vũ khí có thể trang bị được so với những giá treo dưới cánh có thể mang được. Cách khác, khoang chứa này có thể được dùng để mang thiết bị trinh sát. Máy bay được thiết kế kiểu mô-đun nhằm giảm dễ dàng trong sản xuất và bảo dưỡng, và nó có thể đạt được một tầm hoạt động lớn, khi yêu cầu ban đầu lúc chế tạo nó là khả năng triển khai nhanh chóng tới Đảo Canary từ trong nội địa Tây Ban Nha.

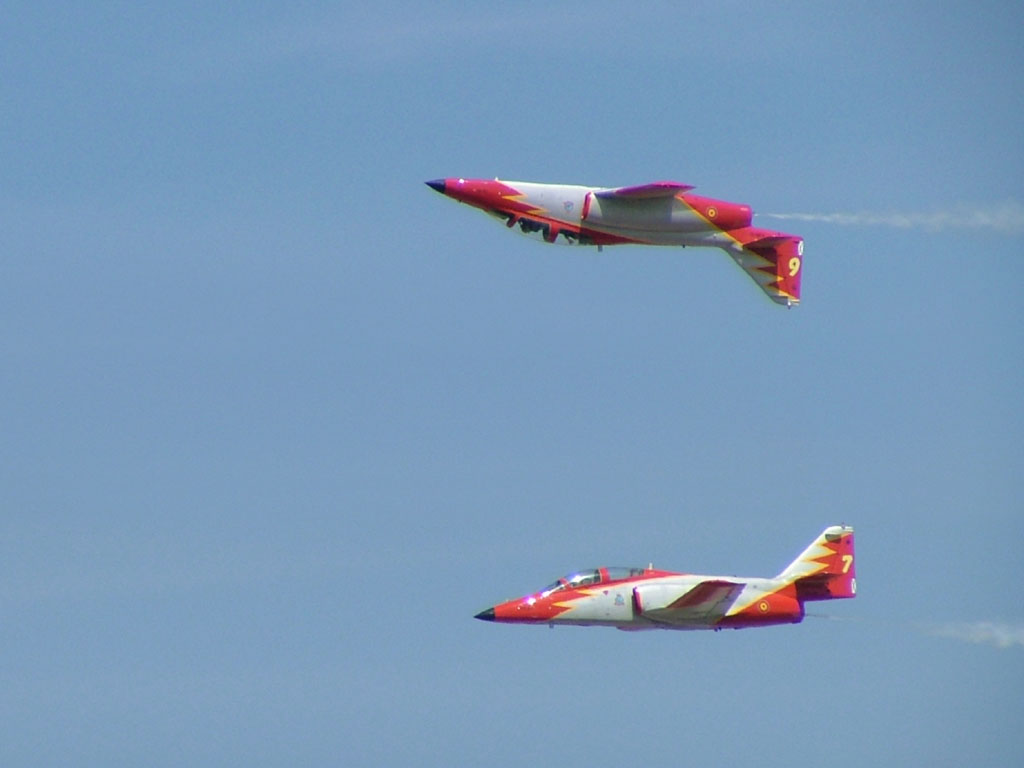
C-101 thuộc đội bay biểu diễn Patrulla Águila tại RIAT 2005!

Dù chuyến bay đầu tiên được diễn ra vào 29 tháng 6 năm 1977, các chuyến bay thử nghiệm đã không được tiếp tục cho đến 17 tháng 4 năm 1978. Hiệu suất của mẫu thử nghiệm tốt hơn so với những dự đoán của nhóm thiết kế. Một đơn đặt hàng đầu tiên của Không quân Tây Ban Nha cho 60 chiếc đã được ký, một phiên bản khác chuyên dụng dùng để huấn luyện có tên gọi C-101EB-01 ở CASA và E.25 Mirlo ("Blackbird") trong không quân. Máy bay đầu tiên bắt đầu hoạt động trong biên chế vào ngày 17 tháng 3 năm 1980.
C-101BB-02 là một phiên bản sản xuất cho Chile kết hợp giữa tấn công/huấn luyện với một động cơ được nâng cấp, 4 chiếc đã được mua và 8 chiếc khác sẽ được lắp ráp tại hãng chế tạo máy bay ENAER của Chile. Những chiếc BB-2 của Chile được gọi là T-36 Halcon.
C-101BB-03 là một phiên bản gần như y hệt máy bay mẫu được sản xuất cho Honduras.
Vào năm 1983, CASA đã thử nghiệm bay một phiên bản chuyên dụng dùng cho tấn công có tên gọi là C-101CC-02, và phiên bản này lại được Chile đặt mua. Trong thời gian đó, chỉ có nguyên mẫu được chế tạo ở Tây Ban Nha, và còn lại 22 chiếc sẽ được chế tạo tại ENAER. Phiên bản này được nâng cấp động cơ và khả năng mang thêm nhiên liệu, và có tên gọi là A-36 Halcon ("Falcon") ở Chile.
16 máy bay tương tự, C-101CC-04 đã được bán cho Jordan.
Phiên bản cuối cùng của C-101 có tên gọi là C-101DD, được CASA thao diễn vào năm 1985, điểm nổi bật của phiên bản này là hệ thống điện tử hàng không được cải tiến và có khả năng mang tên lửa không đối đất AGM-65 Maverick, nhưng phiên bản này không được các quốc gia quan tâm.

## Các quốc gia sử dụng
Chile
- Không quân Chile

 Honduras
- Không quân Honduras

 Jordan
- Không quân Hoàng gia Jordan

 Tây Ban Nha
- Không quân Tây Ban Nha

## Thông số kỹ thuật (CASA C-101EB)

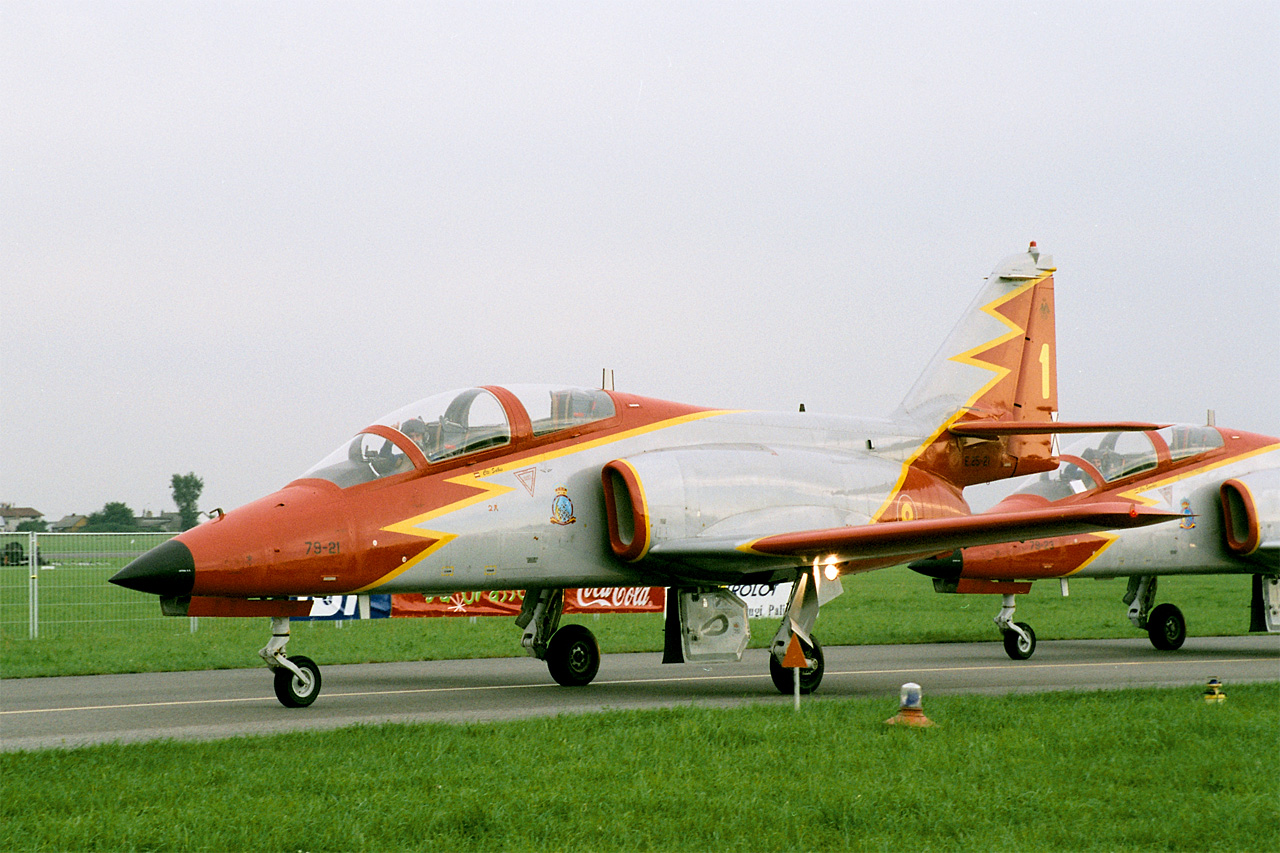
Patrulla Águila's Aviojet

### Đặc điểm riêng
- Phi đoàn: 2
- Chiều dài: 12.25 m (40 ft 2 in)
- Sải cánh: 10.60 m (34 ft 9 in)
- Chiều cao: 4.25 m (13 ft 11 in)
- Diện tích cánh: 20.0 m² (215 ft²)
- Trọng lượng rỗng: 3.800 kg (8.380 lb)
- Trọng lượng cất cánh: 5.000 kg (11.000 lb)
- Trọng lượng cất cánh tối đa: 5.600 kg (12.300 lb)
- Động cơ: 1× Garrett TFE731-2-2J, 15.8 kN (3.550 lbf)

### Hiệu suất bay
- Vận tốc cực đại: 770 km/h (417 knots, 480 mph)
- Tầm bay: 519 km (280 nm, 322 mi)
- Trần bay: 12.500 m (41.000 ft)
- Vận tốc lên cao: 1.490 m/min (4.900 ft/min)
- Lực nâng của cánh: 250 kg/m² (52 lb/ft²)
- Lực đẩy/trọng lượng: 1:3.2 (3.16 N/kg)
- Gia tốc G: +7.5 -3.9

### Vũ khí
- 1× pháo DEFA 30 mm hoặc 2× Súng máy M3 12.7 mm (.50 cal)
- 6 giá treo dưới cánh mang được 2.220 kg (4.890 lb) vũ khí

## Nội dung liên quan
Máy bay có tính năng tương đương
- Aermacchi MB-339
- Aero L-39
- BAe Hawk
- Dassault Dornier Alpha Jet
- Soko G-4 Super Galeb

Dãy tiếp theo
- CASA 201 - CASA 202 - CASA 203 - C-101 - C-212 - CN-235 - C-295